# Littérature européenne
La littérature européenne est une littérature ancienne et diversifiée. Elle s'est notamment beaucoup développée en Europe depuis l'invention de l'imprimerie.

## Répartition
Elle peut se subdiviser en littératures nationales (par pays actuel ou ancien) et/ou linguistiques (par langue actuelle ou ancienne, minoritaire ou non, dialectale ou non).
Elle comprend notamment la littérature :
- albanaise
- alsacienne
- andalouse (Al-Andalus) (en)
- anglaise
- aragonaise (es)
- arménienne
- asturienne (es)
- autrichienne
- azerbaïdjanaise
- basque
- belge
- biélorusse
- bolognaise
- bosnienne
- bretonne
- britannique
- bulgare
- cachoube
- carélienne (ca)
- catalane
- Littérature chypriote
- croate
- danoise
- écossaise
- espagnole
- estonienne
- féroéienne (de)
- finlandaise
- flamande
- française
- frioulane (it)
- frisonne (littérature) (nl)
- galicienne (en)
- galloise
- géorgienne
- germanique
- grecque
- groenlandaise (version allemande) (de)
- hongroise
- irlandaise
- islandaise
- italienne
- kabarde
- kossovare (en)
- ladine
- latine
- lettone
- lituanienne
- lombarde
- macédonienne
- maltaise
- milanaise
- moldave
- monténégrine
- néerlandaise
- nordique
- norvégienne
- occitane
- polonaise
- portugaise
- provençale
- rom
- romanche
- roumaine
- russe
- same
- sarde
- serbe
- sicilienne
- slovaque
- slovène
- sorabe
- suédoise
- suisse
- tchèque
- ukrainienne
- valdôtaine
- vénète
- wallonne
- yiddish